# 우크라이나 주재 외국공관 목록

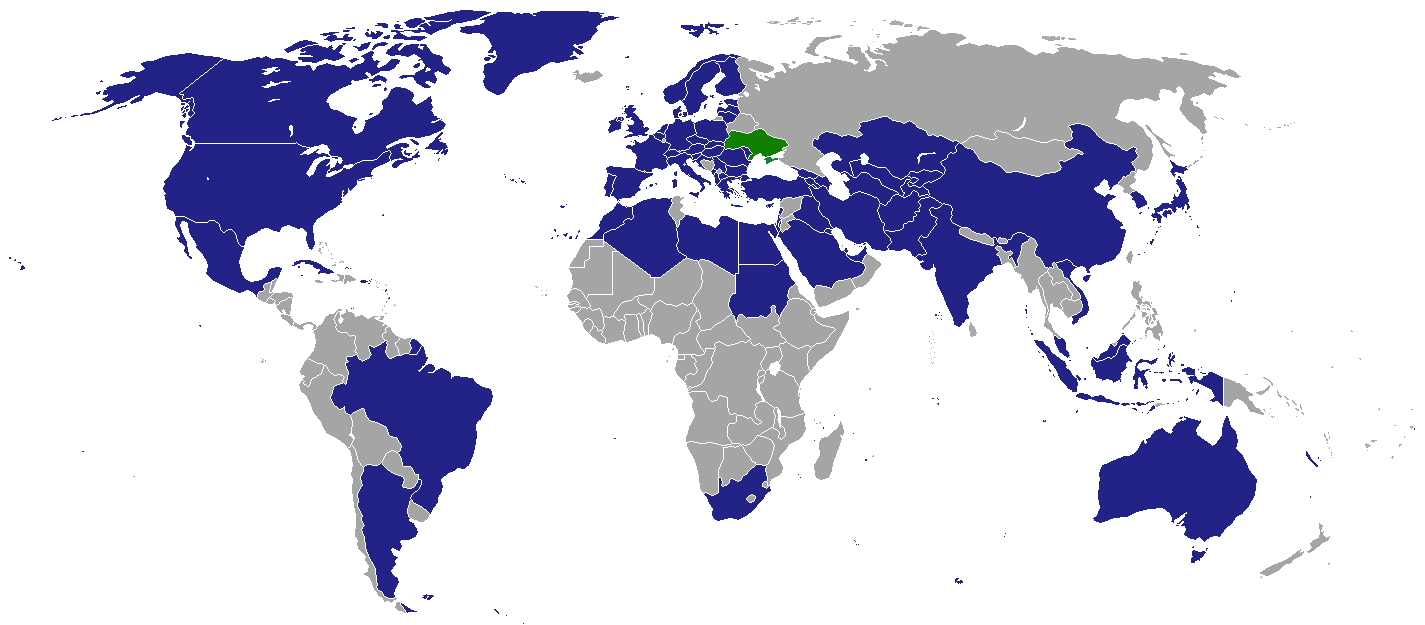
우크라이나에 설치한 외국공관들

이 문서는 우크라이나 주재 외국공관 목록이다. 현재 우크라이나의 수도 키이우에는 80개의 대사관이 있다. 다른 몇몇 국가들은 베를린, 포즈난, 바르샤바와 같은 다른 지역의 수도들로부터 승인된 비거주자 대사관을 가지고 있다.
이 목록에는 명예 영사는 포함되어 있지 않다.

## 키이우의 재외공관

### 대사관 및 고등판무관 사무소
- 알제리
- 아르메니아
- 아제르바이잔
- 벨기에
- 브라질
- 불가리아
- 캐나다
- 중화인민공화국
- 크로아티아
- 쿠바
- 체코
- 덴마크
- 이집트
- 에스토니아
- 프랑스
- 그리스
- 조지아
- 독일
- 바티칸 시국
- 헝가리
- 인도
- 인도네시아
- 이란
- 아일랜드
- 이스라엘
- 이탈리아
- 일본
- 카자흐스탄
- 쿠웨이트
- 키르기스스탄
- 라트비아
- 레바논
- 리비아
- 리투아니아
- 멕시코
- 몰도바
- 몬테네그로
- 모로코
- 북마케도니아
- 네덜란드
- 파키스탄
- 팔레스타인
- 폴란드
- 포르투갈
- 카타르
- 루마니아
- 슬로베니아
- 대한민국
- 몰타 기사단
- 스페인
- 수단
- 스위스
- 타지키스탄
- 튀르키예
- 투르크메니스탄
- 영국
- 아랍에미리트
- 미국
- 우즈베키스탄
- 베트남

### 기타 임무 또는 대표단
- 유럽 연합 (대표부)
- 알바니아 (외교 사무소)

## 타 도시의 재외공관

### 베레호베
- 헝가리 (영사관)[1]

### 체르니우치
- 루마니아 (총영사관)[2]

### 도네츠크
- 조지아 (영사관)[3]

### 하르키우
- 폴란드 (총영사관)[4]

### 루츠크
- 폴란드 (총영사관)[4]

### 르비우
- 오스트레일리아 (대사관)[5]
- 캐나다 (영사관)
- 체코 (총영사관)[6]
- 폴란드 (총영사관)[7]

### 마리우폴
- 그리스 (총영사관)[8]

### 오데사
- 아르메니아 (총영사관)[9]
- 불가리아 (총영사관)[10]
- 중국 (총영사관)[11]
- 조지아 (영사관)[12]
- 그리스 (총영사관)[13]
- 몰도바 (영사관)
- 폴란드 (총영사관)[4]
- 루마니아 (총영사관)[2]
- 튀르키예 (총영사관)[14]

### 솔로트비노
- 루마니아 (영사관)[2]

### 우지호로드
- 헝가리 (총영사관)[1]
- 슬로바키아 (총영사관)[15]

### 빈니차
- 폴란드 (총영사관)[4]

## 폐쇄된 대사관 및 공관

### 2022년 러시아의 우크라이나 침공으로 대사관이 일시 폐쇄되거나 이전됨
- 알제리[16]
- 아르헨티나[17]
- 오스트레일리아[18]
- 키프로스[19]
- 핀란드[20]
- 말레이시아[21][22]
- 나이지리아[23]
- 노르웨이[24]
- 세르비아[25][26]
- 슬로바키아[27]
- 스웨덴[28]
- 남아프리카 공화국[29]

## 같이 보기
- 우크라이나의 재외공관 목록